# Alexandre Müller
Alexandre Müller (em francês: alɛksɑ̃dʁ mylɛʁ ; 1 de fevereiro de 1997), é um tenista profissional francês. Ele tem uma classificação ATP de simples, a mais alta de sua carreira, no 41º lugar do mundo, alcançada em 24 de fevereiro de 2025, e uma classificação de duplas de nº 263, alcançada em 25 de novembro de 2024.
Desde que se tornou profissional em 2014, Müller passou a maior parte das temporadas no ITF Men's World Tennis Tour e no ATP Challenger Tour, onde ganhou 17 títulos de simples e duplas em ambos os circuitos. Ele encerrou sua estreia no top 150 em julho de 2022, um mês depois de ganhar seu primeiro título do Challenger em Blois.
Müller fez sua estreia no ATP Tour depois de chegar à final da primeira turnê em Marraquexe, o que lhe rendeu sua estreia no top 100 em abril de 2023. Na temporada seguinte, ele alcançou sua segunda final em Hong Kong.
O tenista é portador da doença de Crohn.

## Carreira
Müller fez sua estreia no sorteio principal do ATP no Torneio de Roland Garros de 2017 depois de receber um wildcard para o sorteio principal de simples. Foi derrotado por Thiago Monteiro na primeira rodada.
Ele se classificou para o Roland Garros 2019, mas perdeu na primeira rodada para Roberto Carballes Baena.
No Australian Open de 2021, Müller venceu sua primeira partida de Grand Slam como um perdedor sortudo ao derrotar Juan Ignacio Londero. Como resultado, ele entrou no top 200 com o recorde de sua carreira, o número 194 do mundo, em 22 de fevereiro de 2021.

### 2022: Primeiro título do Challenger, estreia no top 150
Em junho, Müller venceu seu primeiro torneio Challenger em Blois, França, derrotando Nikola Milojevic. Um mês depois, ele fez sua estreia no top 150 em 25 de julho de 2022, no 149º lugar do mundo.

### 2023: Primeira final ATP, top 100 e estreia no Masters
No 2023 Qatar ExxonMobil Open em Doha, Müller como qualificador alcançou seu primeiro ATP nas quartas de final de sua carreira, derrotando Nikoloz Basilashvili e o oitavo cabeça-de-chave Botic van de Zandschulp. Ele perdeu para Andy Murray.
No Grande Prêmio Hassan II de 2023 ele alcançou as segundas quartas de final derrotando o sexto cabeça-de-chave Richard Gasquet e Francesco Passaro. Em seguida, ele derrotou o cabeça-de-chave Lorenzo Musetti para chegar à sua primeira semifinal ATP em uma partida de quase duas horas. Ele então enfrentou o russo Pavel Kotov, derrotando-o também em duas horas em dois sets para chegar à sua primeira final ATP, antes de perder para Roberto Carballes Baena. Como resultado, ele garantiu uma nova classificação de singles entre os 100 primeiros no número 96 do mundo em 10 de abril de 2023. Ele fez sua estreia no Masters no Italian Open de 2023 como qualificatório e registrou sua primeira vitória derrotando Kyle Edmund. Müller alcançou uma nova classificação mais alta na carreira, nº 82, em 26 de junho de 2023, após seu primeiro título no nível Challenger 125 no 2023 WTA de Parma em Montechiarugolo, Itália, derrotando Francesco Maestrelli.
Ele fez sua estreia no Torneio de Wimbledon, derrotando o compatriota Arthur Rinderknech na primeira rodada para sua segunda vitória em um Major. Ele então perdeu para o cabeça-de-chave Carlos Alcaraz.
No US Open de 2023, Müller enfrentou o segundo cabeça-de-chave Novak Djokovic na primeira rodada, perdendo em dois sets. Ele recebeu um wildcard para o sorteio principal do Roland Garros de 2023.

### 2024: Primeira vitória entre os 10 primeiros, quarta rodada do Masters
Em janeiro, após uma exibição nas quartas de final como eliminatória no 2024 ASB Classic, onde derrotou o compatriota Benjamin Bonzi e terceiro cabeça-de-chave Francisco Cerúndolo, Müller alcançou o top 75 do ranking em 15 de janeiro 2024. Em fevereiro, Muller perdeu para Andy Murray na primeira rodada do ATP Qatar Open. Esta foi a primeira vitória de Andy Murray desde outubro de 2023.
Müller recebeu um wildcard para o sorteio principal do US Open, onde chegou à segunda rodada, registrando sua primeira vitória no torneio sobre Adam Walton. Ele perdeu para o quarto cabeça-de-chave Alexander Zverev. Em outubro, Müller chegou à terceira rodada em um Masters pela segunda vez em sua carreira no ATP de Xangai, derrotando Luca Nardi na primeira rodada e o décimo oitavo cabeça-de-chave Félix Auger-Aliassime na segunda rodada antes de perder para o décimo cabeça-de-chave Stefanos Tsitsipas na terceira rodada.

### 2025: Primeiro título ATP, final do ATP 500, top 50
Em janeiro, Müller conquistou seu primeiro título ATP no Hong Kong Open derrotando Kei Nishikori na final.
Em fevereiro, Müller alcançou sua primeira ATP 500 final no ATP do Rio de Janeiro derrotando João Fonseca e três jogadores argentinos, com derrotas do oitavo cabeça de chave Tomas Martin Etcheverry e quarto cabeça de chave Francisco Cerúndolo,  e Francisco Comesana, e estabelecendo seu recorde de 15-1 em seus últimos 16 encontros contra argentinos em todos os níveis (10-0 no saibro). Como resultado, ele entrou no Top 50 em 24 de fevereiro 2024.
Em seguida, ele marcou um encontro na final com o atual campeão Sebastián Báez, depois de se tornar o primeiro francês a chegar à rodada do título carioca, que perdeu em dois sets.

## Finais ATP
| Legenda              |
| Grand Slam (0)       |
| ATP Finals (0)       |
| ATP Masters 1000 (0) |
| ATP Tour 500 (0)     |
| ATP Tour 250 (1)     |

| Nº | Data              | Torneio                   | Superficie | Adversãrio    | Pontuação     |
| 1. | 5 de maio de 2025 | Hong Kong Open, Hong Kong | Cimento    | Kei Nishikori | 2–6, 6–1, 6–3 |

#### Finalista (1)
| Legenda              |
| Grand Slam (0)       |
| ATP Finals (0)       |
| ATP Masters 1000 (0) |
| ATP Tour 500 (0)     |
| ATP Tour 250 (1)     |

| N.º | Fecha                   | Torneo         | Superficie | Oponente en la final    | Resultado        |
| --- | ----------------------- | -------------- | ---------- | ----------------------- | ---------------- |
| 1.  | 9 de abril de 2023      | Marraquexe     | Argila     | Roberto Carballés Baena | 6-4, 6-7(3), 2-6 |
| 2.  | 23 de fevereiro de 2025 | Rio de Janeiro | Argila     | Sebastián Báez          | 2-6, 3-6         |

### Torneio júnior

#### Individual

##### Vitória (10)
| Legenda tornei minori |
| Challenger (3)        |
| Futures (7)           |

| N.  | Data                   | Torneo                                     | Superficie  | Avversario in finale | Punteggio        |
| 1.  | 3 de julho de 2016     | Macedonia F2, Skopje                       | Terra rossa | Dimitar Grabul       | 6–2, 6–4         |
| 2.  | 27 de novembro de 2016 | Cyprus F2, Limassol                        | Cemento     | Lukas Miedler        | 6–2, 6–2         |
| 3.  | 2 de julho de 2017     | Poland F3, Mrągowo                         | Terra rossa | Markus Eriksson      | 6–3, 0–6, 6–3    |
| 4.  | 23 de julho de 2017    | France F16, Uriage-les-Bains               | Terra rossa | Corentin Denolly     | 5–7, 7–6(1), 6–4 |
| 5.  | 29 de outubro de 2017  | Tunisia F32, Hammamet                      | Terra rossa | Guillermo Olaso      | 4–6, 6–3, 6–3    |
| 6.  | 7 de outubro de 2018   | Lebanon F2, Jounieh                        | Terra rossa | Fabien Reboul        | 6(2)–7, 6–3, 6–4 |
| 7.  | 3 de novembro de 2019  | M25 Monastir, Monastir                     | Cemento     | Petros Chrysochos    | 3–6, 7–6(5), 6–2 |
| 8.  | 19 de junho de 2022    | Internationaux de Tennis de Blois, Blois   | Terra rossa | Nikola Milojević     | 7–6(3), 6–1      |
| 9.  | 24 de junho de 2023    | Emilia-Romagna Tennis Cup, Montechiarugolo | Terra rossa | Francesco Maestrelli | 6–1, 6–4         |
| 10. | 4 de agosto de 2024    | San Marino Open, San Marino                | Terra rossa | Tseng Chun-hsin      | 6–3, 4–6, 7–6(3) |

##### Sconfitte in finale (17)
| N.  | Data                    | Torneo                           | Superficie  | Avversario in finale     | Punteggio        |
| 1.  | 22 de novembro de 2015  | Tunisia F32, Port El Kantaoui    | Cimento     | Nikola Milojević         | 2–6, 3–6         |
| 2.  | 13 de março de 2016     | Egypt F8, Sharm el-Sheikh        | Cimento     | Marko Tepavac            | 6(3)–7, 1–6      |
| 3.  | 15 de março de 2016     | Algeria F1, Orano                | Terra rossa | Sadio Doumbia            | 6–4, 4–6, 4–6    |
| 4.  | 26 de junho de 2016     | Macedonia F1, Skopje             | Terra rossa | Danilo Petrović          | 3–6, 6–4, 6(6)–7 |
| 5.  | 14 de agosto de 2016    | Morocco F6, Tangeri              | Terra rossa | Maxime Hamou             | 3–6, 6–4, 2–6    |
| 6.  | 9 de outubro de 2016    | Croatia F9, Bol                  | Terra rossa | Riccardo Bellotti        | 4–6, 1–6         |
| 7.  | 6 de novembro de 2016   | Greece F8, Candia                | Cimento     | Václav Šafránek          | 5–7, 4–6         |
| 8.  | 11 de dezembro de 2016  | Israel F17, Ramat Gan            | Cimento     | David Guez               | 7–5, 5–7, 3–6    |
| 9.  | 26 de fevereiro de 2017 | Indonesia F3, Giacarta           | Cimento     | Sebastian Fanselow       | 1–6, 3–6         |
| 10. | 7 de março de 2017      | France F10, Grasse               | Terra rossa | Corentin Moutet          | 4–6, 3–6         |
| 11. | 4 de março de 2018      | Tunisia F8, Gerba                | Cimento     | Moez Echargui            | 6(5)–7, 6–2, 1–6 |
| 12. | 30 de setembro de 2018  | Lebanon F1, Jounieh              | Terra rossa | Jordi Samper Montaña     | 3–6, 4–6         |
| 13. | 2 de dezembro de 2018   | Tunisia F42, Monastir            | Cimento     | Aslan Karacev            | 4–6, 6–4, 1–6    |
| 14. | 22 de setembro de 2019  | Murray Trophy - Glasgow, Glasgow | Cimento (i) | Emil Ruusuvuori          | 3–6, 1–6         |
| 15. | 6 de outubro de 2019    | M25 Tavira, Tavira               | Cimento     | Frederico Ferreira Silva | 2–6, 1–6         |
| 16. | 5 de março de 2023      | Texas Tennis Classic, Cleveland  | Cimento     | Aleksandar Kovacevic     | 3–6, 6–4, 2–6    |
| 17. | 16 de junho de 2024     | Open de Lyon Challenger, Lione   | Terra rossa | Hugo Gaston              | 2–6, 6–1, 1–6    |

#### Doppio

##### Vitória (8)
| Legenda tornei minori |
| Challenger (2)        |
| Futures (6)           |

| N. | Data                | Torneo                                   | Superficie      | Compagno             | Avversari in finale                    | Punteggio           |
| 1. | 17 de maio de 2016  | France F1, Bagnoles-de-l'Orne            | Terra rossa (i) | Corentin Denolly     | Benjamin Bonzi Gregoire Jacq           | 2–6, 6–1, [10–6]    |
| 2. | 15 de maio de 2016  | Algeria F1, Orano                        | Terra rossa     | Fabien Reboul        | Adria Mas Mascolo Pol Toledo Bagué     | 6–4, 6–4            |
| 3. | 22 de maio de 2016  | Algeria F2, Argélia                      | Terra rossa     | Grégoire Jacq        | Jordi Muñoz Abreu Fabien Reboul        | 6–4, 6–3            |
| 4. | 22 de maio de 2017  | Egypt F1, Sharm el-Sheikh                | Cemento         | Antoine Escoffier    | Adrian Bodmer Jakub Sude               | 6–2, 3–6, [11–9]    |
| 5. | 16 de julho de 2017 | Belgium F4, Lasne                        | Terra rossa     | Corentin Denolly     | Maxence Brovillé Clément Tabur         | 6–1, 6–3            |
| 6. | 23 de julho de 2017 | France F16, Uriage-les-Bains             | Terra rossa     | Corentin Denolly     | Antoine Bellier Johan Sébastien Tatlot | 6–3, 7–5            |
| 7. | 23 de junho de 2019 | Internationaux de Tennis de Blois, Blois | Terra rossa     | Corentin Denolly     | Sergio Galdós Andreas Siljeström       | 7–5, 6(5)–7, [10–6] |
| 8. | 9 de abril de 2022  | Sanremo Challenger, Sanremo              | Terra rossa     | Geoffrey Blancaneaux | Flavio Cobolli Matteo Gigante          | 4–6, 6–3, [11–9]    |

##### Sconfitte in finale (8)
| N. | Data                  | Torneo                    | Superficie  | Compagno           | Avversari in finale                   | Punteggio        |
| 1. | 25 de outubro de 2015 | Greece F8, Candia         | Cimento     | Corentin Denolly   | Lloyd Glasspool Joshua Ward–Hibbert   | w/o              |
| 2. | 17 de julho de 2016   | Italy F20, Casinalbo      | Terra rossa | Pirmin Hänle       | Riccardo Balzerani Enrico Dalla Valle | 3–6, 3–6         |
| 3. | 7 de agosto de 2016   | Morocco F5, Tangeri       | Terra rossa | Gianni Mina        | Sander Gillé Antoine Hoang            | 4–6, 6(7)–7      |
| 4. | 14 de agosto de 2016  | Morocco F6, Tangeri       | Terra rossa | Gianni Mina        | Felipe Cunha Silva Julian Ocleppo     | 3–6, 3–6         |
| 5. | 6 de novembro de 2016 | Greece F8, Candia         | Cimento     | Florent Diep       | Adrian Bodmer Jakub Sude              | 2–6, 1–6         |
| 6. | 4 de dezembro de 2016 | Cyprus F3, Larnaca        | Cimento     | Markos Kalovelonis | Lucas Miedler Maximilian Neuchrist    | 3–6, 6–1, [5–10] |
| 7. | 6 de maio de 2018     | France F9, Grasse         | Terra rossa | Corentin Denolly   | Hugo Gaston Clément Tabur             | 2–6, 4–6         |
| 8. | fevereiro de 2022     | Bengaluru Open, Bangalore | Cimento     | Hugo Grenier       | Saketh Myneni Ramkumar Ramanathan     | 3–6, 2–6         |

## ATP Tour finals

### Individuais
| Legenda                |
| ---------------------- |
| Grand Slam (0–0)       |
| ATP Masters 1000 (0–0) |
| ATP 500 (0–1)          |
| ATP 250 (1–1)          |

| Finais por superfície |
| --------------------- |
| Hard (1–0)            |
| Clay (0–2)            |
| Grass (0–0)           |

| Finais por local |
| ---------------- |
| Exterior (1–2)   |
| Interior (0–0)   |

## Record 10 jogadores
| Temporada | 2024 | 2025 | Total |
| --------- | ---- | ---- | ----- |
| Vitória   | 1    | 1    | 2     |

| #    | Jogador          | Rk | Evento                    | Superfície | Rd | Pontuação          | Rk  |
| ---- | ---------------- | -- | ------------------------- | ---------- | -- | ------------------ | --- |
| 2024 |                  |    |                           |            |    |                    |     |
| 1.   | Andrey Rublev    | 6  | Italian Open, Italia      | Argila     | 3R | 3–6, 6–3, 6–2      | 109 |
| 2025 |                  |    |                           |            |    |                    |     |
| 2.   | Alexander Zverev | 3  | ATP de Hamburgo, Alemanha | Argila     | 2R | 6–3, 4–6, 7–6(7–5) | 40  |

* Desde 21 de maio de  2025.